# 奇米查瓜
奇米查瓜是哥倫比亞的城市，位於該國北部，由塞薩爾省負責管轄，始建於1748年12月8日，面積1,569平方公里，海拔高度42米，2005年人口11,090，人口密度為每平方公里19.19人。

## 外部連結
- （西班牙文） chimichagua.gov.co[永久]
- （西班牙文） Chimichagua official website

9°15′N 73°49′W / 9.250°N 73.817°W